# Thierry Maulnier
Thierry Maulnier, pseudonimo di Jacques Talagrand (Alès, 1º ottobre 1909 – Marnes-la-Coquette, 9 gennaio 1988), è stato un giornalista, saggista, critico letterario e drammaturgo francese.

## Biografia
Thierry Maulnier fa i suoi studi ad Alès poi a Nizza dove un liceo porta ora il suo nome. Entra all’École normale supérieure nel 1928, nel medesimo corso di Roger Vailland, Robert Brasillach e Maurice Bardèche. Ancora studente, entra in relazione con l'ambiente dell’Action française, essendo stato invitato da Henri Massis a collaborare alla Revue Universelle, poi scrivendo abbastanza regolarmente degli articoli per il quotidiano Action française diretto da Charles Maurras. Gli orientamenti originali del suo pensiero si vanno via via delineando durante gli anni che vanno dal 1930 al 1934 grazie al suo impegno nell'area di influenza dei non-conformisti degli anni trenta, collaborando a diverse riviste giovanili Réaction, La Revue française, La Revue du Siècle, e pubblicando il suo primo libro La crise est dans l'homme. 
Autore, nel 1934, con Jean-Pierre Maxence, del manifesto, Demain la France , fonda con questi nel 1936 un settimanale, L'Insurgé, dove difende per diversi mesi posizioni socialiste e nazionaliste, che si troveranno in parte nel saggio Au-delà du nationalisme del 1938. Contemporaneamente, crea, con Jean de Fabrègues, una rivista mensile di indirizzo più intellettuale, Combat, che uscirà fino all'inizio della guerra. 
Diventato nel 1938 un collaboratore regolare dell’Action française, continua ad esserlo dopo l'armistizio e inizia a scrivere anche per Le Figaro. Termina la collaborazione all’Action française dopo lo sbarco alleato in Nord Africa (la cosiddetta Opération Torch) e continua, dopo il 1945 e fino alla sua morte, la sua carriera di giornalista al Figaro.
Dopo la Liberazione, si allontana dal terreno politico per consacrarsi alla carriera di scrittore (saggista, drammaturgo e critico teatrale). Di lui sono le opere teatrali La Course des rois (1947), Le Profanateur (1950), La Ville au fond de la mer (1953), Le Soir du conquérant (1970), i saggi Violence et conscience (1945), La Face de méduse du communisme (1952), L'Europe a fait le monde (1966), Le Sens des mots (1976), Les Vaches sacrées (1977).
Nondimeno, il suo impegno pro-europeismo lo porta a collaborare regolarmente al mensile Le XX siècle fédéraliste, dove ritrova alcuni «non conformisti degli anni 30»: Robert Aron, Daniel-Rops, Jean de Fabrègues.
Nel 1959 gli è assegnato il Gran premio di letteratura dell'Accademia francese, Per l'insieme dell'opera letteraria.
Nel 1964, viene eletto all'Académie française al seggio di Henry Bordeaux. 
Nel 1986 riceve il Prix mondial Cino Del Duca (Premio mondiale Cino Del Duca).

## Opere
- Nietzsche (1933)
- Racine (1934)
- Mythes socialistes (1938)
- Au-delà du nationalisme (1938)
- Introduction à la poésie française (1939)
- Violence et conscience (1945)
- Jeanne et ses juges (1952)
- Cette Grèce où nous sommes nés (1964)